# Eléni Rándou
Eléni Rándou, en grec moderne : Ελένη Ράντου, née le 12 novembre 1963 à Aigáleo, en Grèce,, est une actrice grecque de cinéma, théâtre et télévision.

## Biographie
Eléni Rándou naît le 12 novembre 1965 à Aigáleo, en Attique, où elle grandit. Après l'école, elle étudie au département de littérature française de l'université d'Athènes et fréquente en même temps l'école d'art dramatique du théâtre national (el) où elle obtient son diplôme avec mention.
Elle fait ses débuts à la télévision, en 1983, à l'âge de 18 ans, dans la série Arc-en-ciel (en grec moderne : Ουράνιο Τόξο) de l'ERT, où elle tient l'un des rôles principaux. La même année, elle apparaît également dans la série La Dame Doremí (el), où elle joue le rôle d'Elefthería.
En 1984, elle participe à la série Contes derrière les barreaux (Παραμύθια πίσω από τα κάγκελα) et en 1985 à la série Salut Táso Karatáso (Χαίρε Τάσο Καρατάσο). En 1987, elle apparaît dans Évasion (Απόδραση) et l'année suivante, dans la série Crucifixion sans résurrection (Σταύρωση Χωρίς Ανάσταση). Ses derniers travaux pour l'ERT sont les séries Rue des fleurs (el), Qui est venu chez nous ce soir ? (Ποιος ήρθε στο σπίτι μας απόψε;) et L'atelier (Το συνεργείο), en 1989.